# Azimut-Benetti
Azimut-Benetti è un gruppo italiano attivo nel settore della cantieristica navale, fondato nel 2003 e formato dalle aziende Azimut e Cantieri Benetti.

## Storia
Nel 2003, lo stesso anno in cui nasce, il gruppo Azimut-Benetti acquisisce un cantiere a Fano e lo storico cantiere navale fratelli Orlando di Livorno, dove nel 2005 avviene il varo del primo yacht (il "Galaxy", 56 metri di lunghezza).

## Sedi
Il gruppo è presente nel 2019 in 68 paesi con stabilimenti a Fano, Livorno, Savona, Viareggio, Itajaí (Santa Catarina, Brasile). Il quartier generale è ad Avigliana, città natale del fondatore Paolo Vitelli.

## Azionariato
L'86% del gruppo è della famiglia Vitelli, il 14% della società di investimenti Tip di Giovanni Tamburi.

## Dati economici
Il 31 agosto 2018, chiusura dell'anno nautico, il gruppo ha registrato ricavi pari a 850 milioni di euro con un aumento del 18% rispetto all'anno precedente L'EBITDA aggiustato è pari a 50 milioni. Il mercato più importante sono gli Stati Uniti (33% del fatturato, il 38% il totale delle due Americhe), seguiti dall'Europa (33%), Middle East (16%), Asia Pacific (13%).